# Źródło

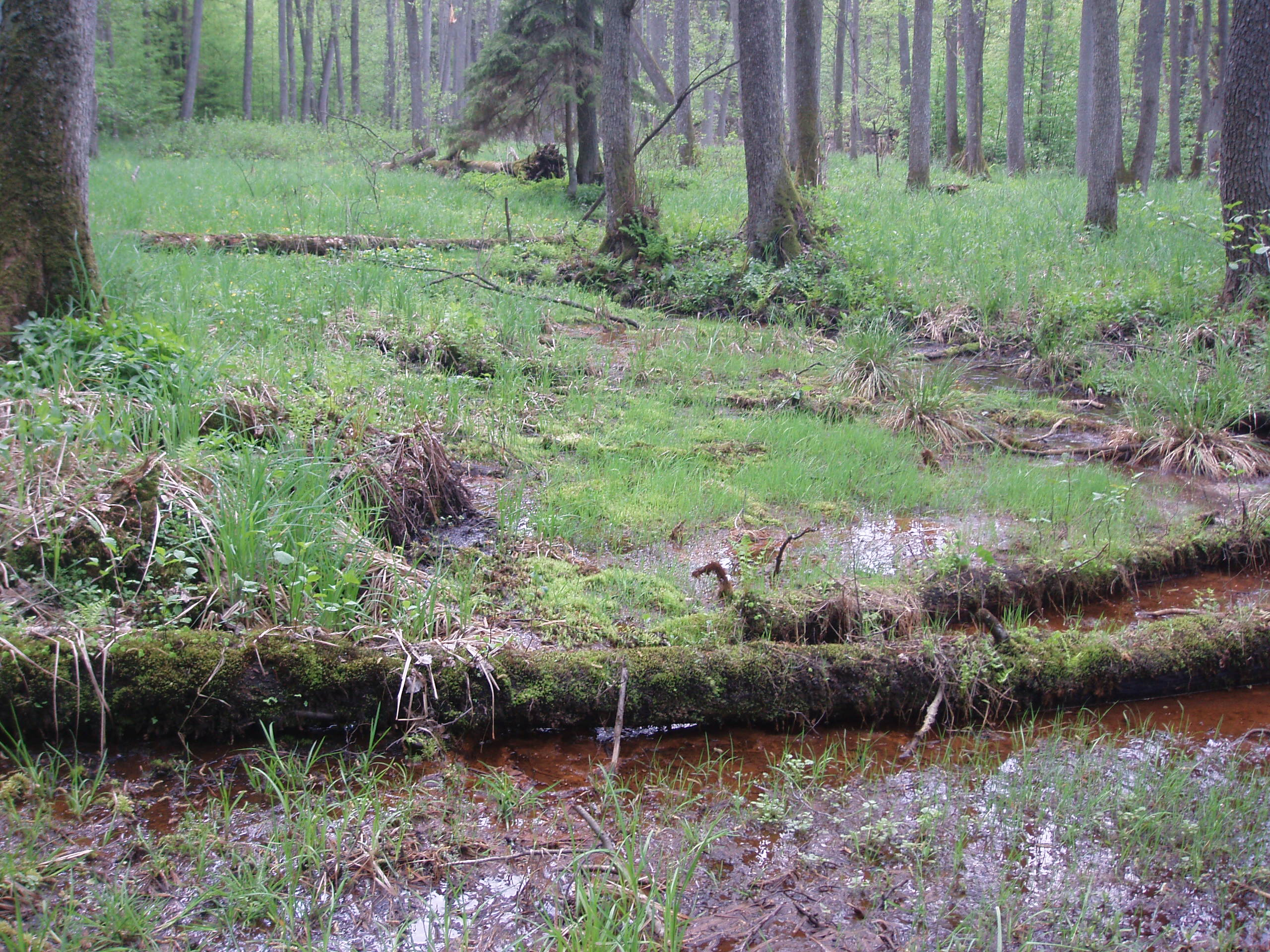
Źródła helokrenowe przy rzece Łynie, powyżej miejscowości Ruś

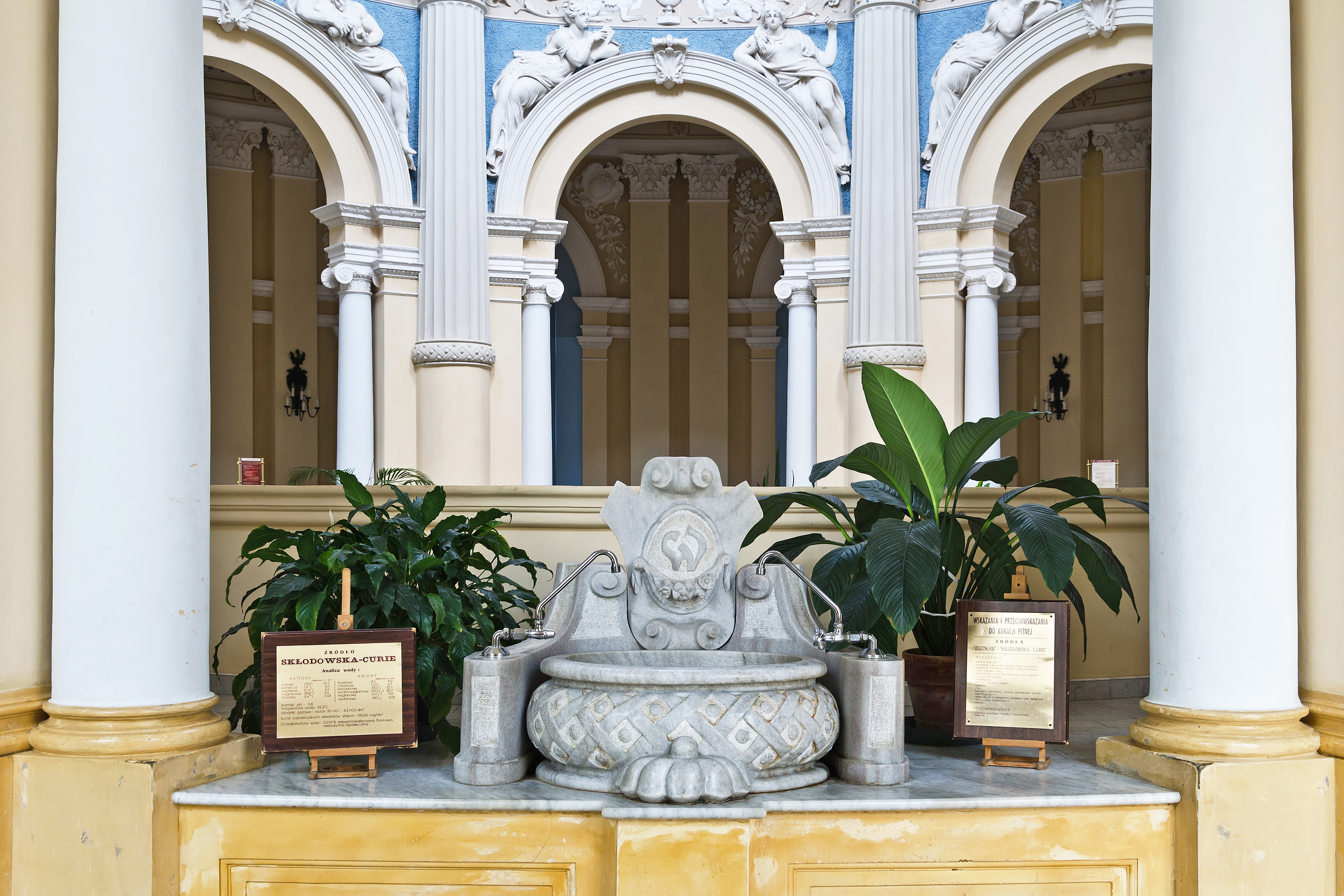
Źródło wody mineralnej w Lądku-Zdroju

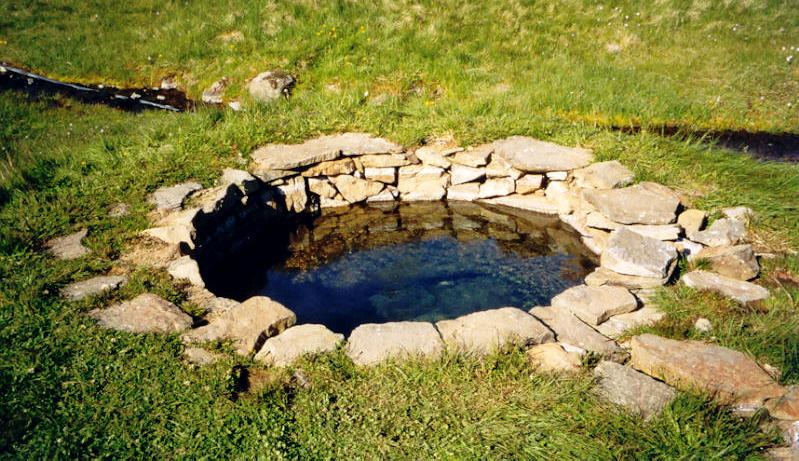
Źródło ocembrowane, środowisko źródliskowe całkowicie antropogenicznie przekształcone

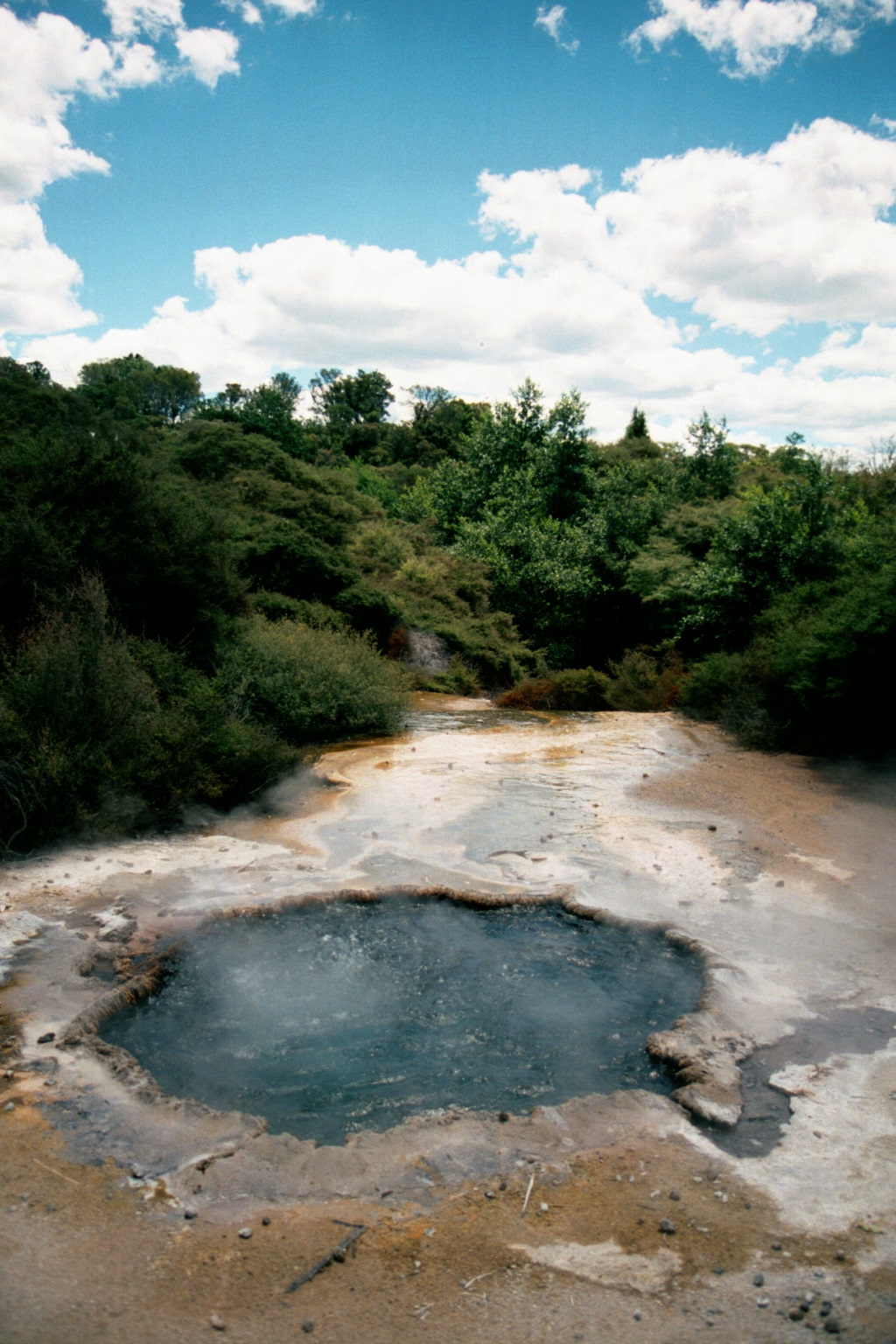
Źródło geotermalne

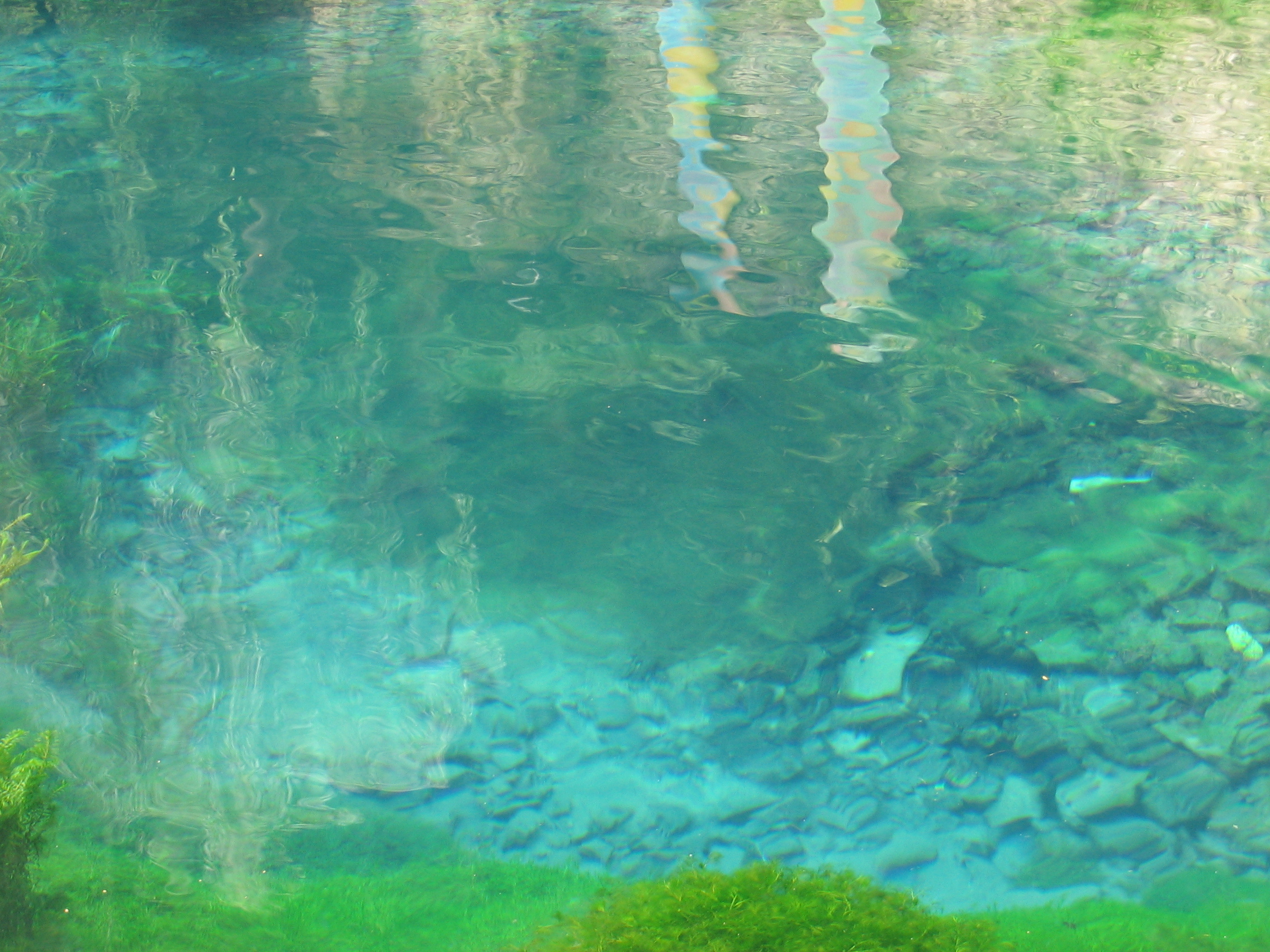
Źródło limnokrenowe

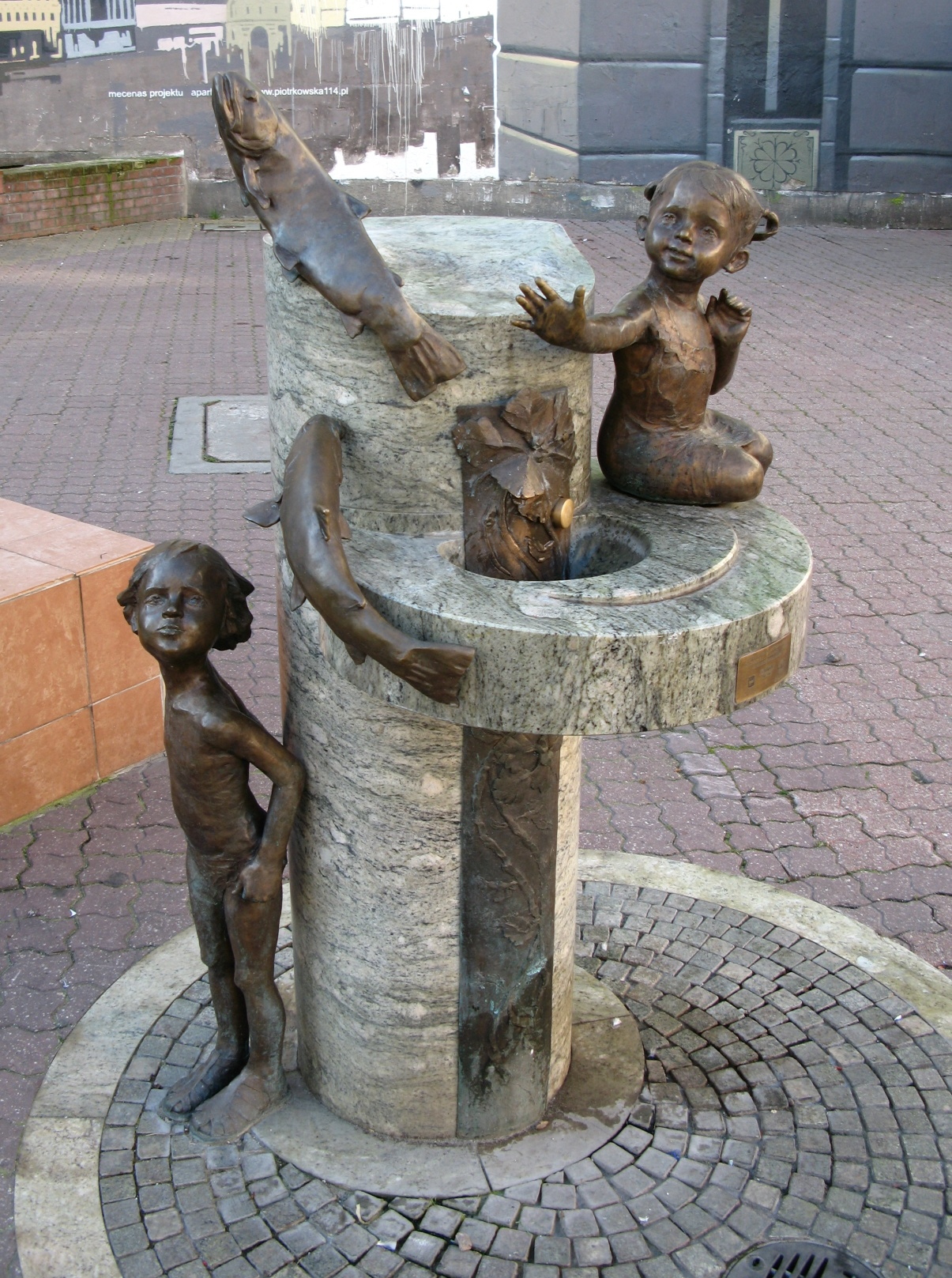
Publiczny zdrój przy Pasażu Schillera w Łodzi

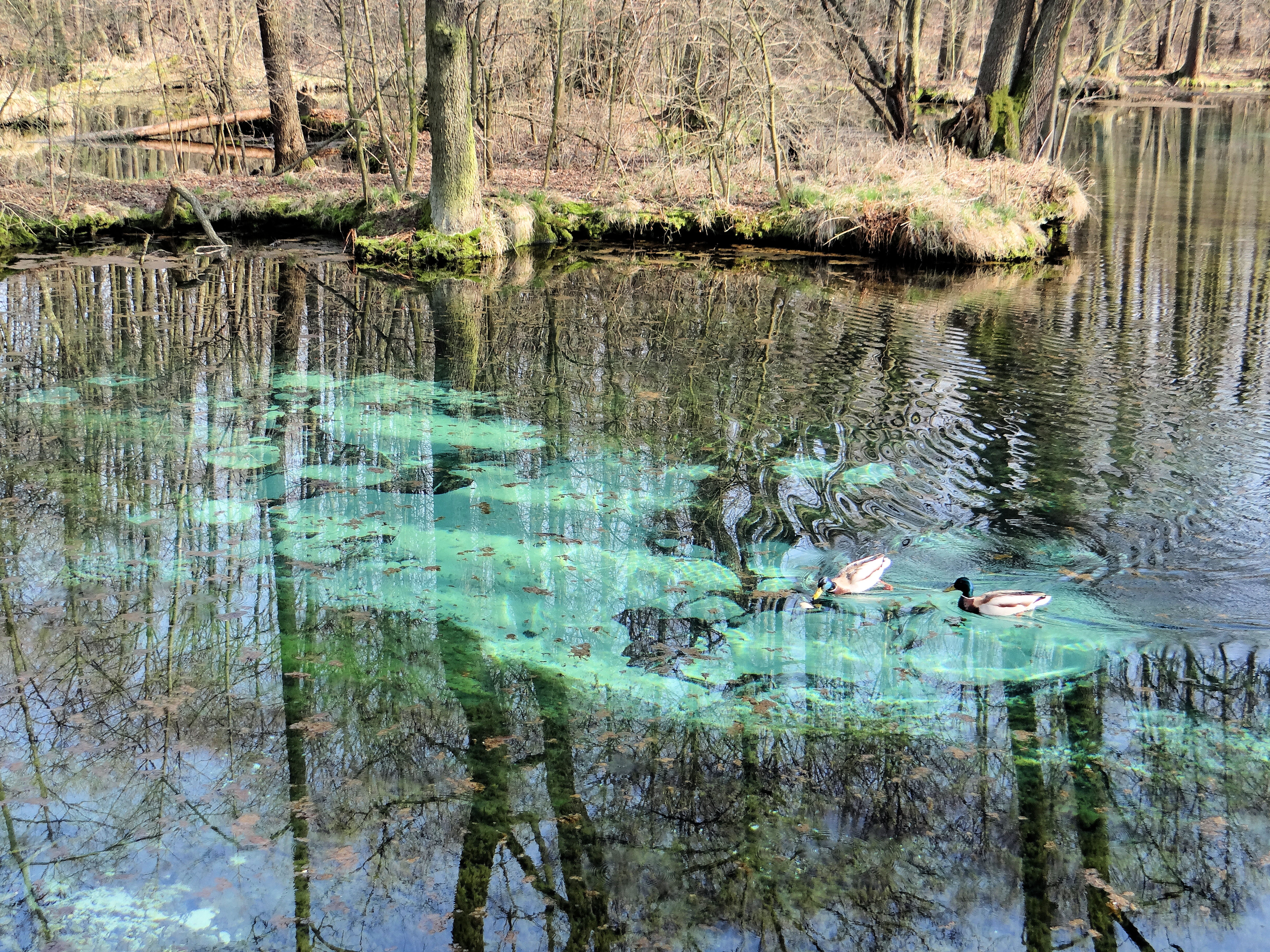
Pulsujące źródło typu limnokrenowego w rezerwacie przyrody Niebieskie Źródła w Tomaszowie Mazowieckim

Źródło – naturalny, skoncentrowany, samoczynny wypływ wody podziemnej na powierzchnię Ziemi. W hydrobiologii strefa źródliskowa określana jest nazwą krenal, dzielący się na eukrenal (źródło właściwe) i hypokrenal (strefę odpływu źródła), natomiast organizmy je zamieszkujące to krenon.
Zazwyczaj źródła mają stałą temperaturę, równą w przybliżeniu średniej w ciągu roku temperaturze powietrza w danym obszarze. Wyjątkiem są źródła termalne.
Badaniem źródeł zajmuje się krenologia.
Z punktu widzenia hydrogeologii zdrój to zarówno ujęte źródło jak i otwór hydrogeologiczny (studnia), szczególnie z samowypływem, a także punkt zaopatrzenia w wodę, zwłaszcza publiczny.
Wydajność (debit) źródła mierzy się ilością wody wypływającej w jednostce czasu. Zazwyczaj podaje się ją w l/s lub l/min.

## Powstawanie źródeł
Miejsce wypływu źródła związane jest głównie z układem nieprzepuszczalnych warstw skalnych w powiązaniu z rzeźbą terenu. Wody opadowe przesączają się przez warstwy przepuszczalne, zasilając głębsze poziomy wodonośne. Napotykając warstwy nieprzepuszczalne, spływają po nich pod wpływem siły ciężkości lub pod naporem ciśnienia hydrostatycznego. W miejscu, gdzie strop skał nieprzepuszczalnych wychodzi na powierzchnię, np. na stoku górskim lub w dolinie, tworzy się źródło.

## Rodzaje źródeł[2]

### Kryterium: kierunek siły hydrodynamicznej
Ze względu na kierunek siły hydrodynamicznej (którą może być grawitacja lub ciśnienie hydrostatyczne) wyróżnia się:
- źródło descenzyjne (descensyjne, zstępujące,  spływowe, grawitacyjne) – gdy woda swobodnie wypływa na powierzchnię pod wpływem siły ciężkości;
- źródło ascenzyjne (ascensyjne, wstępujące, podpływowe) – woda pod wpływem ciśnienia hydrostatycznego podnosi się w pustkach skalnych (porach lub szczelinach) w końcowym odcinku do góry i wypływa w miejscu, gdzie powierzchnia przetnie zwierciadło statyczne lub warstwę wodonośną poniżej zwierciadła;
- źródło lewarowe (intermitujące) – wypływa ze skał w regionie krasowym przez naturalny lewar, działający okresowo.

### Kryterium: procesy geologiczne
Ze względu na charakter procesów geologicznych, które formują podziemną część źródła, wyróżnia się:
- źródła warstwowe – najczęściej mało wydajne źródła spływowe lub obfite źródła przelewowe, występują jako grawitacyjne, rzadko powstają jako artezyjskie, które występują w głębokich dolinach erozyjnych rzek górskich
- źródła uskokowe – zarówno spływowe, jak i przelewowe; woda jest transportowana na powierzchnię ziemi przez uskok tektoniczny
- źródła szczelinowe – charakteryzują się zmienną wydajnością i znacznym zanieczyszczeniem spowodowanym dużą prędkością przenikania wód opadowych w głąb ziemi
- źródła krasowe – spływowe, przelewowe bądź lewarowe; największe z nich, dające początek rzekom, to wywierzyska. Występują jak szczelinowe, bardzo podobnie, woda przez szczeliny skalne trafia do podziemnych korytarzy, kanałów i kawern, skąd może w pewnych miejscach wypływać na powierzchnię

### Kryterium: rzeźba terenu
Ze względu na położenie i stosunek do morfologii terenu wyróżnia się:
- źródła grzbietowe – występujące na grzbietach
- źródła zboczowe – położone na zboczach dolin
- źródła stokowe – położone na stokach wzniesień
- źródła krawędziowe – wypływające u podnóża krawędzi morfologicznej
- źródła podzboczowe i podstokowe
- źródła terasowe
- źródła przykorytowe
- źródła dolinne
- źródła podwodne
- źródła klifowe

### Kryterium: litologia utworów
Ze względu na charakter litologiczny utworów, w których występują, wyróżnia się:
- źródła rumoszowe – wypływające z pokrywy zwietrzelinowej o dużych okruchach skalnych
- źródła skalne – wypływające bezpośrednio z niezwietrzałych skał
- źródła zwietrzelinowe
- źródła osuwiskowe
- źródła deluwialne – drenujące deluwia
- źródła sandrowe – wypływające na obszarach sandrowych
- źródła morenowe – wypływające z utworów morenowych

### Kryterium hydrobiologia
Hydrobiolodzy wyróżniają trzy rodzaje źródeł, różniące się warunkami życia oraz zamieszkującymi je hydrobiontami: 
- reokreny (wywierzyska)
- helokreny
- limnokreny

### Inne
- źródła mineralne – zawierające wody o większej od przeciętnej ilości soli mineralnych (powyżej 1 g/l)
- źródła artezyjskie
- źródło termalne (cieplice) – w których temperatura wypływającej wody jest znacznie wyższa od średniej temperatury powietrza w tym miejscu. Powstają w miejscach aktywności wulkanicznej lub takich, gdzie taka aktywność ustała dość niedawno. Woda, krążąc głęboko pod powierzchnią, nagrzewa się tam do wyższych temperatur. Szczególnym ich rodzajem są gejzery, w których wrząca woda wytryska regularnie w postaci fontanny.
- źródła gazujące (pieniawy) – wyprowadzające wodę zgazowaną (mieszaninę wody i gazu – najczęściej dwutlenku węgla). Wypływ tych wód jest stały. Do źródeł tych zalicza się też soffioni – wyziewy pary wodnej, siarkowodoru i dwutlenku węgla, występujące w Toskanii na północy Włoch.